# Botryobasidium grandinioides
Botryobasidium grandinioides é uma espécie de fungo pertencente à família Botryobasidiaceae.